# NOTEBOOK I〜未来の記憶〜
『NOTEBOOK I〜未来の記憶〜』（ノートブック・ワン みらいのきおく）は、榎本くるみの1枚目のアルバム。

## 概要
2007年5月16日に発売された。発売元はフォーライフミュージックエンタテイメント。音楽プロデュースはMORと、Dr.StrangeLoveの根岸孝旨が務める。
本作は自身初のオリジナルアルバムとなる。デビュー曲「心のカタチ」等4曲のシングル曲を含む全12曲収録。本作発売のために、「タイムカプセルサイト」と銘打った期間限定（2007年4月から2009年3月まで）の特設サイト『未来の記憶』が開設された。

## 収録曲
1. 素晴らしい世界
  - 中京大学プロモーションフィルムBGM使用曲
2. RAINBOW DUST
  - TBS系ドラマ 愛の劇場『スイーツドリーム』主題歌
  - 3枚目のシングル曲。初のドラマ主題歌にタイアップされた。
3. 螺旋の記憶
4. HYMN
  - 根岸孝旨作曲による、本作唯一のインストゥルメンタル曲。
5. スピードウェイ
6. メリーゴーランド
7. 心のカタチ
  - 榎本くるみ名義でのメジャーデビューシングル曲で、インディーズ時代に発表した「優しいうたをうたいたい」のリアレンジ。
8. ジャングルジム
9. とぎれなきバトン
10. 愛すべき人
  - フジテレビ721ミュードラ『愛すべき人』主題歌
  - 本作の先行シングルとなる4枚目のシングル曲。スペースシャワーTV『it!』をはじめ、複数のCS放送局やラジオ局でパワープレイを獲得し、大量オンエアされた。
11. キャッチボール
12. 打ち上げ花火
  - 全国50ヶ所花火大会BGM使用曲
  - 2枚目のシングル曲。PVは「消え行く花火」と「消えない思い出」をテーマにしたストーリー仕立てとなっており、貫地谷しほりが出演している。